# Tiffany (motorfiets)
Tiffany is een merk van gemotoriseerde fietsen dat in de jaren negentig door Italjet in Nederland op de markt werd gebracht. Bij de Tiffany zit een piaggio/vespa-motortje van 49 cc onder in een aangepast frame.